# Аль-Джассас
Абу Бакр Ахмад ибн Али ар-Рази (араб. ابو بكر أحمد بن علي الجصاص‎), известный как аль-Джасса́с (الجصاص‎; ум. 942) — исламский богослов, правовед ханафитской школы X века

## Биография
О его жизни известно очень мало. Родился в Рее (совр. Иран), отсюда и его нисба «ар-Рази». В 937 году в «поисках знаний» прибыл в Багдад. Изучал фикх, хадисоведение, тафсир, арабский язык и т. д. Среди учителей, повлиявших на аль-Джассаса, особо выделяется Абу-ль-Хасан аль-Кархи. По сведениям аль-Хатиба аль-Багдади, аль-Джассас умер в 331 году хиджры (942 год) в Багдаде.
Аль-Джассас известен как комментатор важной работы в литературе адаба «аль-Кади», правил поведения для судьи (кади). В основном известен как комментатор книга аль-Хассафа под названием «Китаб Шарх Адаб аль-Кади ли-ль-Хассаф». Согласно Тиллеру, оригинальная работа и её комментарий теперь «едва ли можно отделить друг от друга: оригинальный текст аль-Хассафа включен в комментарий аль-Джассаса».
Аль-Джассас также является автором произведения по тафсиру Корана, «Ахкам аль-Куран».

## Публикации
- Al-Khaṣṣāf, Adab al-qāḍī, ed. Farḥāt Ziyāda (Cairo: American University in Cairo Press, 1978)
- A ninth century treatise on the law of trusts : being a translation of Al-Khas̤s̤āf, Ahkām al-Waqūf / translated and edited by Gilbert Paul Verbit. [Philadelphia] : Xlibris, 2008; ISBN 978-1-4363-2103-7 [самостоятельно публикуемый источник]
- Abubakar Ahmad Ibn ‘Amr al-Khassaf, Kitab Ahkam al-Awqaf (Cairo: Diwan ‘Umum al-Awqaf al-Misriyyah, 1904)
- Aḥkām al-Qur’ān, Beirut, Libanon: Dār al-Iḥyā’ al-Turāth, 1984
- Aḥkām al-qurʾān. Beirut: Dār al-Kutub al-ʿIlmīya, 1994